# Kenneth Gilbert
Kenneth Gilbert (Montreal, 16 de diciembre de 1931-Quebec, 16 de abril de 2020), fue un clavecinista, organista y musicólogo canadiense.

## Biografía
Fue alumno de Ruggero Gerlin en clavecín y de Nadia Boulanger en composición.
Gaston Litaize y Maurice Duruflé fueron sus profesores europeos de órgano.
De regreso en Canadá concibe el primer órgano moderno de tracción mecánica del Canadá y supervisa la instalación (1959) en la iglesia de Queen Mary Road. 
Influye decisivamente a los luthiers de órgano de su país.
Fue becario del Gobierno de Quebec, Gilbert efectuó investigaciones sobre la obra integral de François Couperin fue grabada por Harmonia Mundi en Francia, RCA en Inglaterra, Music Heritage en los EE. UU. y de otros sellos en Italia y en Japón.
En 1968, a los 300 años del nacimiento del compositor, editó las obras completas para clave para la editorial Heugel.
La perfección de la edición fue un éxito en todo el mundo, por lo que emprende la grabación de la obra completa de Domenico Scarlatti (555 sonatas) en 11 volúmenes. Este trabajo fue subvencionado por la Fundación Gulbenkian de Lisboa.
Además, los clavecinistas jóvenes pueden acceder a publicaciones de obras de Frescobaldi, d'Anglebert, y las obras completas de Rameau.
A partir del 1965 se dedica completamente al clavecín.
1968 primer recital en Londres y comienzo de una carrera internacional.
Radicado en Francia en los años 1970, ofreció recitales públicos también en Alemania, Inglaterra y Suiza.
Gilbert enseñó en el CMM (1957-74), en la Université McGill (1964-72) y en la Université Laval (1969-76).
En 1980 fue nombrado profesor de clavecín en la Musikhochschule de Stuttgart.
Luego, en 1988, comenzó a enseñar también en el Mozarteum de Salzburgo. 
El mismo año fue nombrado profesor de clavecín en el Conservatorio de París , siendo el primer canadiense que ocupa un puesto similar.
Entre sus alumnos figuran Hubert Bédard, María Luisa Ozaita, Martha Brickman, Hélène Dugal, John Grew, Martha Hagen, Jos van Immerseel, Hwaeja Lee, Oscar Milani, Gordon Murray, Lucien et Réjean Poirier, Wayne Riddell, Scott Ross et John Whitelaw. 
Gilbert ha sido miembro del jurado del Concurso Internacional de Clavecín de Paris en 1975, del Concurso Nacional de la SRC de Ottawa en 1978 y del Concurso de Música Antigua de Brujas.
Enfermo de Alzheimer, falleció en su domicilio el 16 de abril de 2020 a los 88 años.

## Premios
- 1978 - Artista del año 1978 del Consejo canadiense de la música.
- 1986 - Officier de l'Ordre du Canada.
- 1988 - Miembro de la Société royale du Canada.

- Asimismo fue Officier de l'Ordre des arts et lettres de Francia